# 仙北市立角館中学校
仙北市立角館中学校（せんぼくしりつ かくのだてちゅうがっこう 英称:Semboku City Kakunodate Junior High School）は、秋田県仙北市に位置する公立中学校。略称は「角中（かくちゅう）」。

## 沿革
- 1963年6月18日 石底完成
- 1969年11月3日 立志の像設置
- 1971年7月20日 50mプール完成
- 1973年3月14日 「立志の像」設置
- 1973年10月4日 時計塔設置
- 1974年5月6日 記念植樹、築堤
- 1985年
  - 4月 角館中学校、白岩中学校を統合し、校名を角館中学校とする
  - 5月 校章の制定
  - 8月18日 各学年ホールに「金魚水槽」設置
  - 12月3日 「焼却炉」設置
- 1986年8月25日 「自転車置場」完成
- 1987年
  - 5月8日「グラウンド」完成
  - 10月4日 「野球場」完成
- 1988年
  - 7月14日 記念植樹「椿」
  - 8月13日 「車止め」完成
  - 12月12日 「フェンス75m」取り付け
- 1991年
  - 10月12日 「校門」「小倉門」完成
  - 11月2日 「小倉門名板・黒松」
- 1992年11月1日 赤松
- 1993年10月12日 「もみ」11本植樹
- 1994年10月12日 「けやき」4本植樹
- 1995年10月11日 「ネズミモチ」20本植樹
- 1996年11月30日 「自転車置場」増設
- 1997年9月1日 校地内周回マラソンコース設置
- 2009年11月 体育館前ロータリー設置
- 2010年12月 校舎及び外壁全面改修工事
- 2013年11月18日 屋外トイレ設置
- 2015年
  - 12月 体育館耐震化工事
  - 3月5日 歌「すずかけの道」歌詞を体育館壁面に設置

## 学区
- 仙北市立角館小学校区
- 仙北市立白岩小学校区
- 仙北市立中川小学校区

## 校歌・団歌など

### 角館中学校校歌
昭和31年3月23日脱稿
昭和31年6月5日披露式
旧校舎時代から引き継がれている。混声四部合唱。
- 作詞 三好達治
- 作曲 諸井三郎

### 角館中学校団歌
- 作詞 西宮陽助
- 作曲 林誠

### すずかけの道
- 作詞 本田武久
- 作曲・編曲 ha-j(佐藤肇)

## 校訓
立志 ： 希望は高く、夢は清らかに
清純 ： 清く、明るく、品よく、美しく
協和 ： はげまし合い、助け合おう
平成25年度より日課名に使用。
- 50分授業　立志日課
- 45分授業　協和日課
- テスト日課　清純日課

## 校章
意図

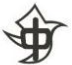
校章

1. 町章の「力(ちから)」に「中」を配して素材に力強く「質実剛健」を表す。
2. 「カ(か)」は角館町のかを表していて一町一学校として、町民としての連帯感を象徴している。
3. 町章そのものが意図している「飛脚、発展、向上」の願いを受けて志を大きくもつ「大志」を意味している。

## 学校行事
- 4月 全校花見、校内陸上記録会
- 5月 生徒総会
- 6月 前期中間テスト
- 9月 前期期末テスト
- 10月　合唱コンクール、学校祭（すずかけ祭）、校内駅伝記録会、なべっこ、全校スケッチ会
- 11月 後期中間テスト
- 2月 後期期末テスト

## 生徒会
- 生徒会執行部

専門委員会
- JRC委員会
- 生活公安委員会
- 学習委員会
- 整美委員会
- 体育委員会
- 放送報道委員会
- 図書委員会
- 給食委員会
- 保険委員会
- 購買委員会

特別委員会
- 部活動部長会
- 応援団
- 選挙管理委員会
- すずかけ祭実行委員会

## 部活動
運動部
- 野球部
- バスケットボール部
- ソフトテニス部
- バレーボール部
- 卓球部
- 柔道部
- 剣道部

文化部
- オーケストラ部
- 美術部
- 生活福祉部
- 科学部
- 英会話部

季節部
- 陸上競技部
- 駅伝競走部

## 著名な卒業生
- 本田武久 - テノール歌手
- ha-j - 作曲家、編曲家、作詞家
- 糸井貴子 - バスケットボール選手
- 草彅結 - バスケットボール選手
- 田口成浩 - バスケットボール選手
- 松本豊 - プロ野球選手
- 小木田敦也 - プロ野球選手
- 菅原大道 - サッカー選手
- 髙橋靖彦 - ラート競技選手